# Шерах, Гадам Богухвал

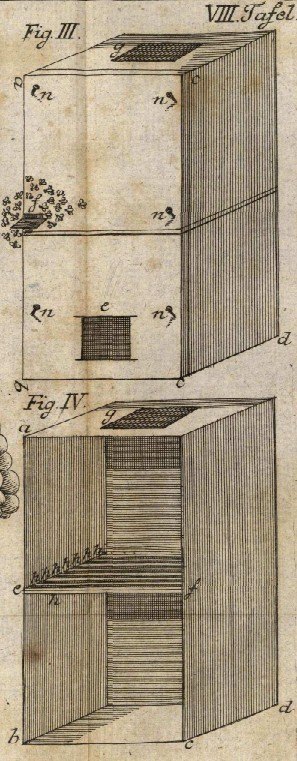
Чертёж вертикального улья Гадама Богухвала Шераха

Га́дам Бо́гухвал Ше́рах, немецкий вариант — Адам Готлоб Ширах (в.-луж. Hadam Bohuchwał Šěrach, нем. Adam Gottlob Schirach, 5 сентября 1724 года, деревня Носачицы, курфюршество Саксония — 3 апреля 1773 года, Будишин, курфюршество Саксония) — лютеранский священник, лужицкий писатель, просветитель и философ. Практик и теоретик европейского научного пчеловодства эпохи Просвещения.

## Биография
Родился 5 сентября 1724 года (по другим данным — 5 ноября) в семье лютеранского настоятеля и лужицкого поэта Гадама Захариаса Шераха в лужицкой деревне Носчицы в окрестностях города Будишина. С 1737 года по 1743 год обучался в школе святой Афры в городе Мишно. В 1741 году издал свою речь на латинском языке «De idolis Soraborum» (Об идолах сербов), посвящённой серболужицкой мифологии и элегию «De conversatione Soraborum» (Об обращении сербов). С 1743 года по 1746 год изучал теологию, философию и естествознание в Лейпцигского университета. Будучи студентом, вступил в лужицкое студенческое культурно-просветительское общество Сербское проповедническое общество. С 1746 года служил настоятелем лютеранского прихода в Будишине. Известен своим богословским спором с течением пиетизма, которое проповедовал в Саксонии немецкий лютеранский богослов Иоганн Готфрид Кюн. С этого же времени издавал многочисленные религиозные сочинения, среди которых самым известным является его сборники церковных песнопений «Duchowne kěrlušowe knihi» (Духовные песенные книги), издававшиеся с 1756 года в течение нескольких лет. Выпустил учебник «Horne Łužicka serska šulska knižka» (Верхнеужицкая школьная книжка). В 1755 году написал на немецком языке «Schutzschrift für die alten Slaven und Wenden» (Послание в защиту древних славян и лужичан), которое стало программным сочинением, изменившее деятельность Сербского проповеднического общества из религиозного в культурно-просветительское.
Занимался изучением пчеловодства и его практическим развитием в Верхней Лужице. В 1761 году издал свою первую книгу по пчеловодству «Die mit Natur und Kunst verknupfte neuerfundene Oberlausitzsche Bienenvermehrung» (С природой и искусством, связанное приумножение пчёл, вновь открытое в Верхней Лужице), в котором описывает способ размножения пчелиных ульев с помощью искусственного выведения пчелиных маток. В 1766 году основал «Экономическое пчеловодческое общество в Верхней Лужице». Позднее основал в Будишине пчеловодческие фермы, ставшие учебными заведениями по пчеловодству. Его практическая и научная деятельность по пчеловодству стала известна по всей Европе. В 1771 году российская императрица Екатерина II послала на учёбу в его пчеловодческую школу двух русских студентов из Смоленска Афанасия Каверзнева и Ивана Бородовского. Издавал первый в Европе научный журнал по пчеловодству «Abhandlungen und Erfahrungen der Oeconomischen Bienengesellschaft in Oberlausitz», который выходил с 1766 года по 1771 год. Был членом многочисленных научных обществ и академий, в том числе и Российской императорской академии наук. Его увлечение пчеловодством отразилось в философско-богословском сочинении на немецком языке «Melitto-Theologia. Прославление славного Творца из уст чудесной пчелы», которое вышло в 1767 году.
Написал несколько научных трудов по пчеловодству. В 1769 году издал сочинение «Der sächsische Bienenmeister» (Саксонский пчеловод) и в 1770 году — «Ausführliche Erläuterung der unschätzbaren Kunst, junge Bienenschwärme oder Ableger zu erzielen» (Подробное изложение бесценного искусства воспитания и размножения пчелиных роев). Сочинение «Саксонский пчеловод» на русский язык перевёл Афанасий Каверзнев. Написал специально для Екатерины II сочинение «Waldbienenzucht» (Лесное пчеловодство), которая вышла уже после его смерти в 1774 году.
Был сыном лужицкого поэта Гадама Захариаса Шераха и отцом лютеранского священника и журналиста Корлы Богухвала Шераха.
Скончался 3 апреля 1773 года в Будишине.